# آلبرت جکسون (بازیکن فوتبال)
آلبرت جکسون (انگلیسی: Albert Jackson; ۱۲ سپتامبر ۱۹۴۳ – ۲ دسامبر ۲۰۱۴) بازیکن فوتبال بود.
از باشگاه‌هایی که در آن بازی کرده‌است می‌توان به باشگاه فوتبال ویگان اتلتیک اشاره کرد.